# Cârligi, Neamț
Cârligi este un sat în comuna Ștefan cel Mare din județul Neamț, Moldova, România.

## Vezi și
- Hanul Caragea din Cârligi
- Biserica Sfinții Trei Ierarhi din Cârligi

## Imagini

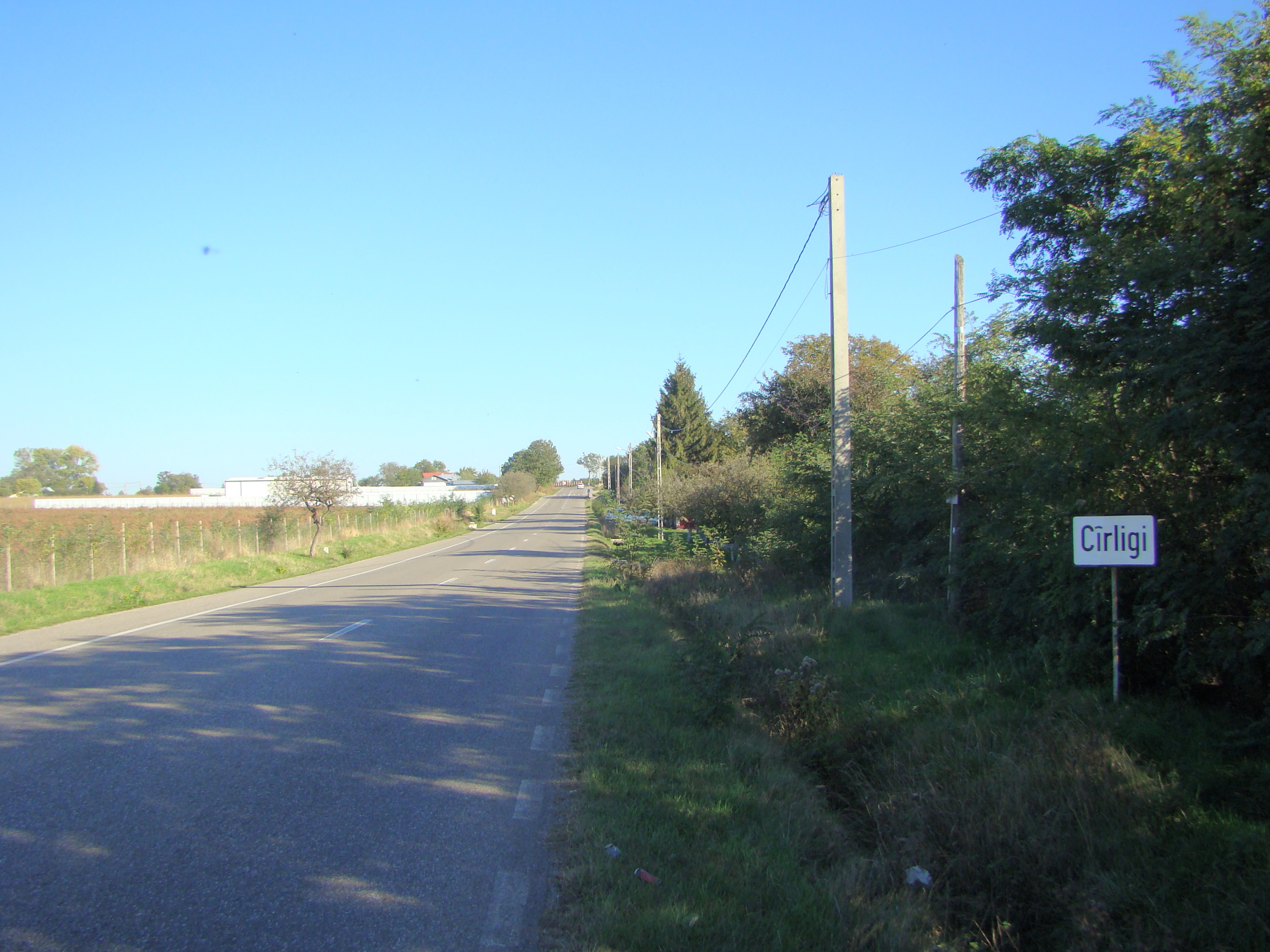
Intrarea în localitate
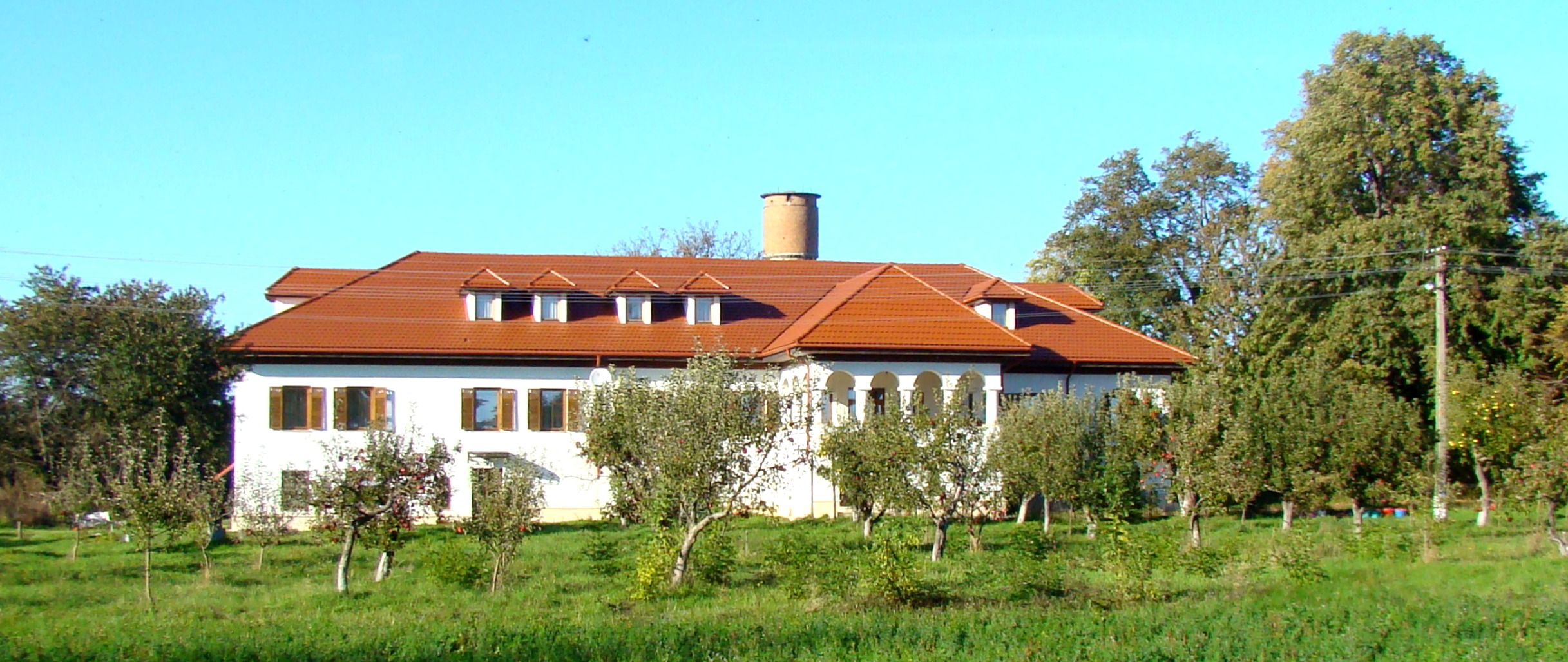
Conacul Dimitrie Sturdza (monument istoric)
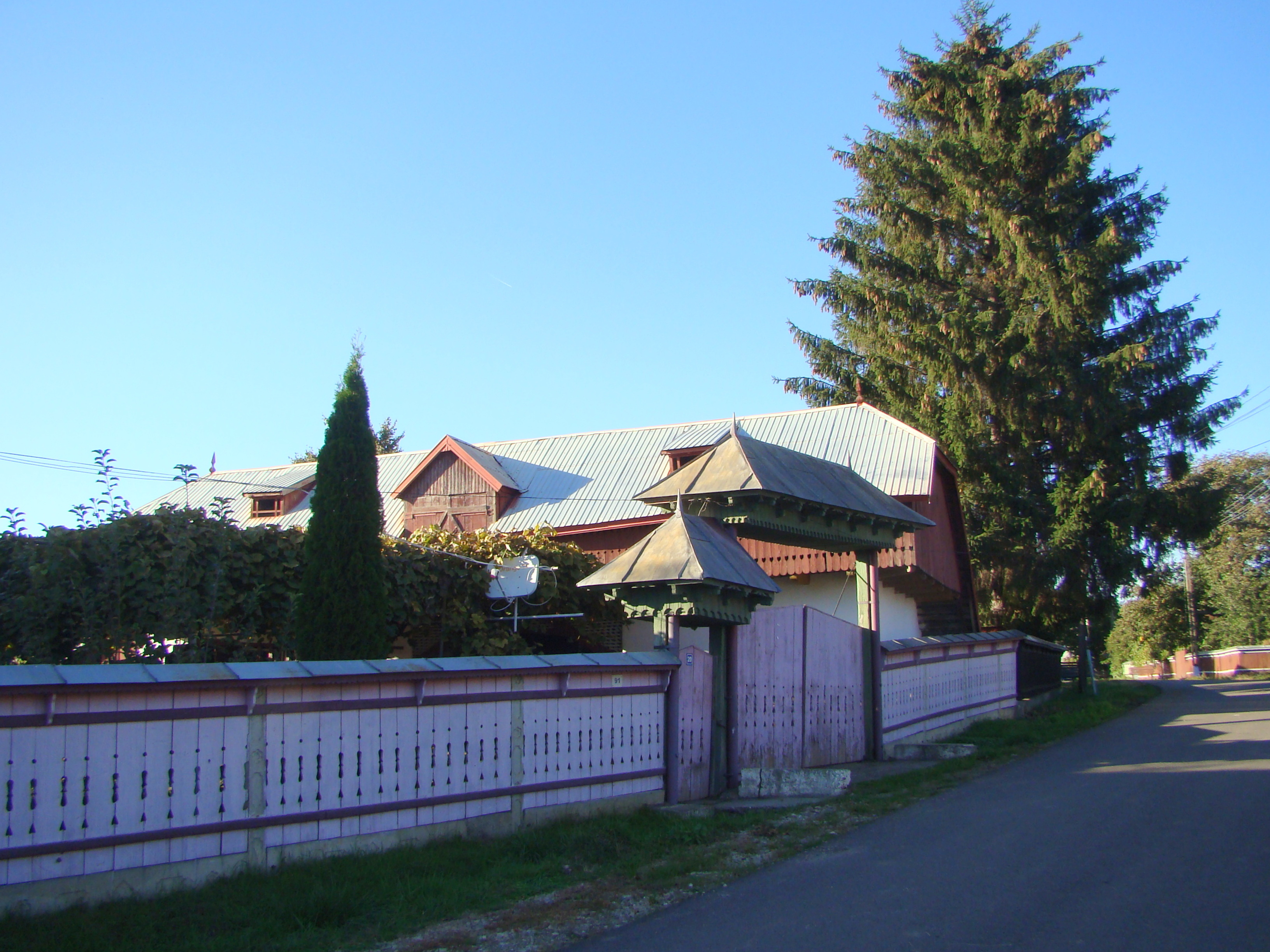
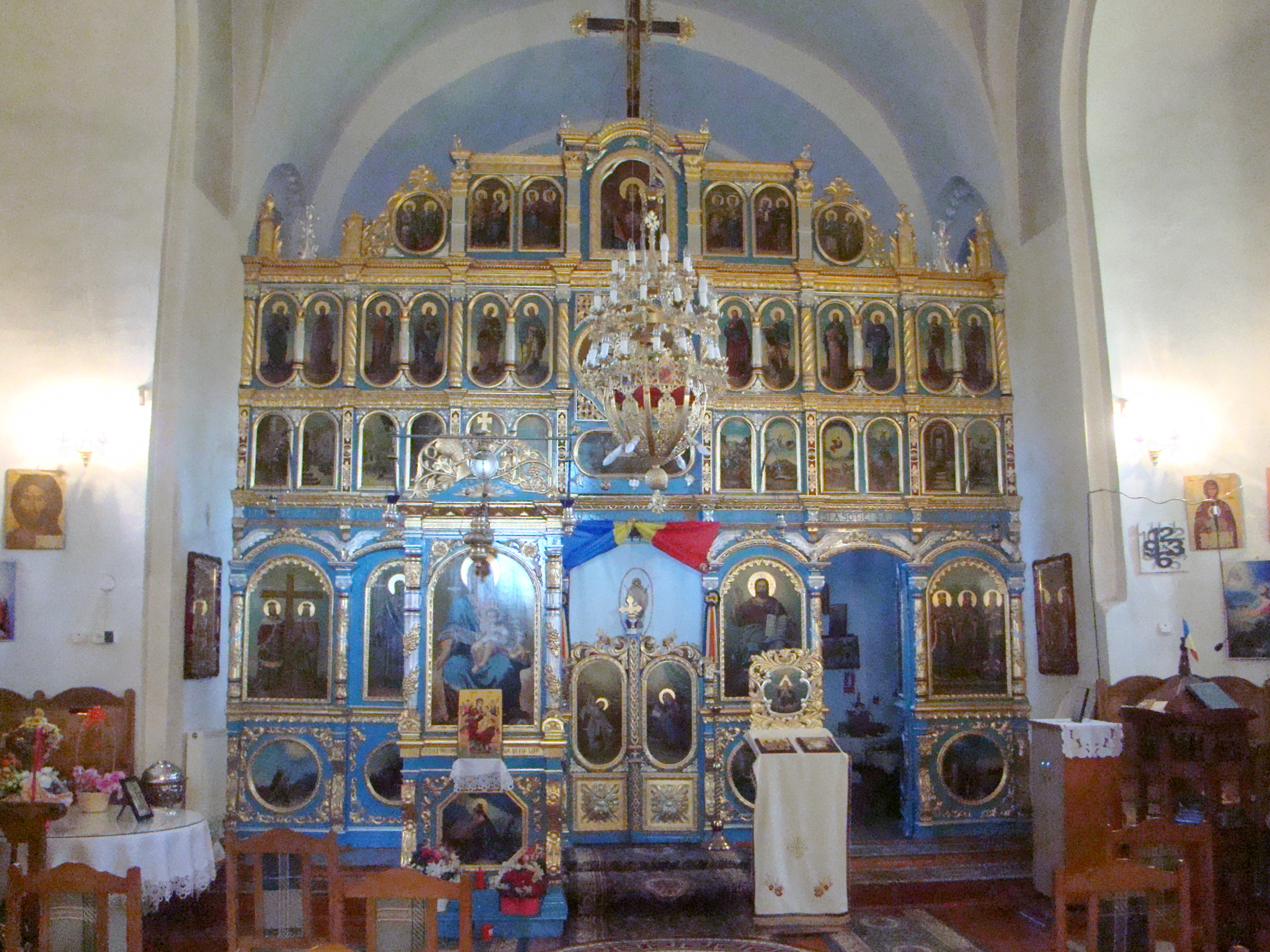
Biserica Sfinții Trei Ierarhi (monument istoric)
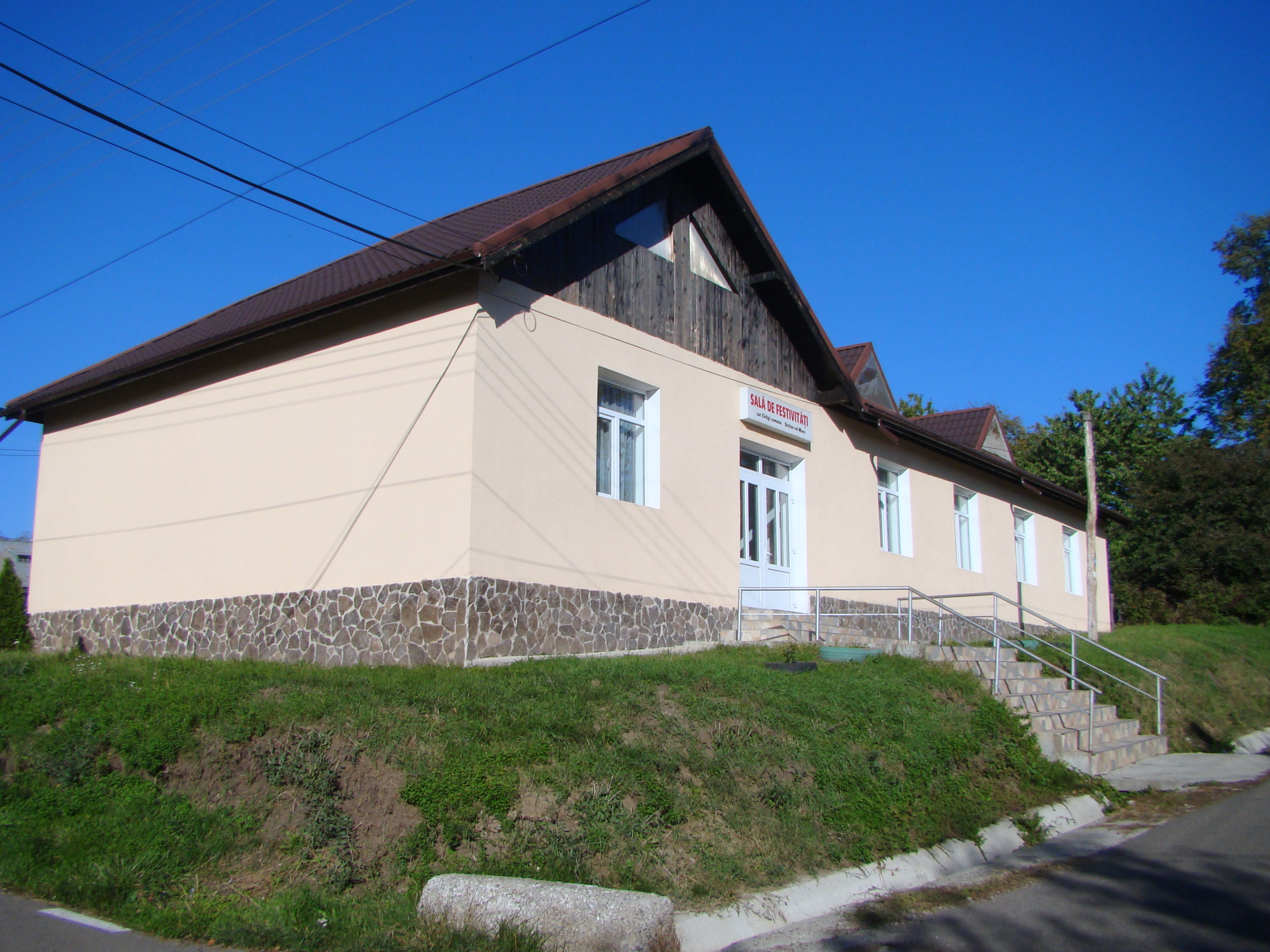
Sala de festivități
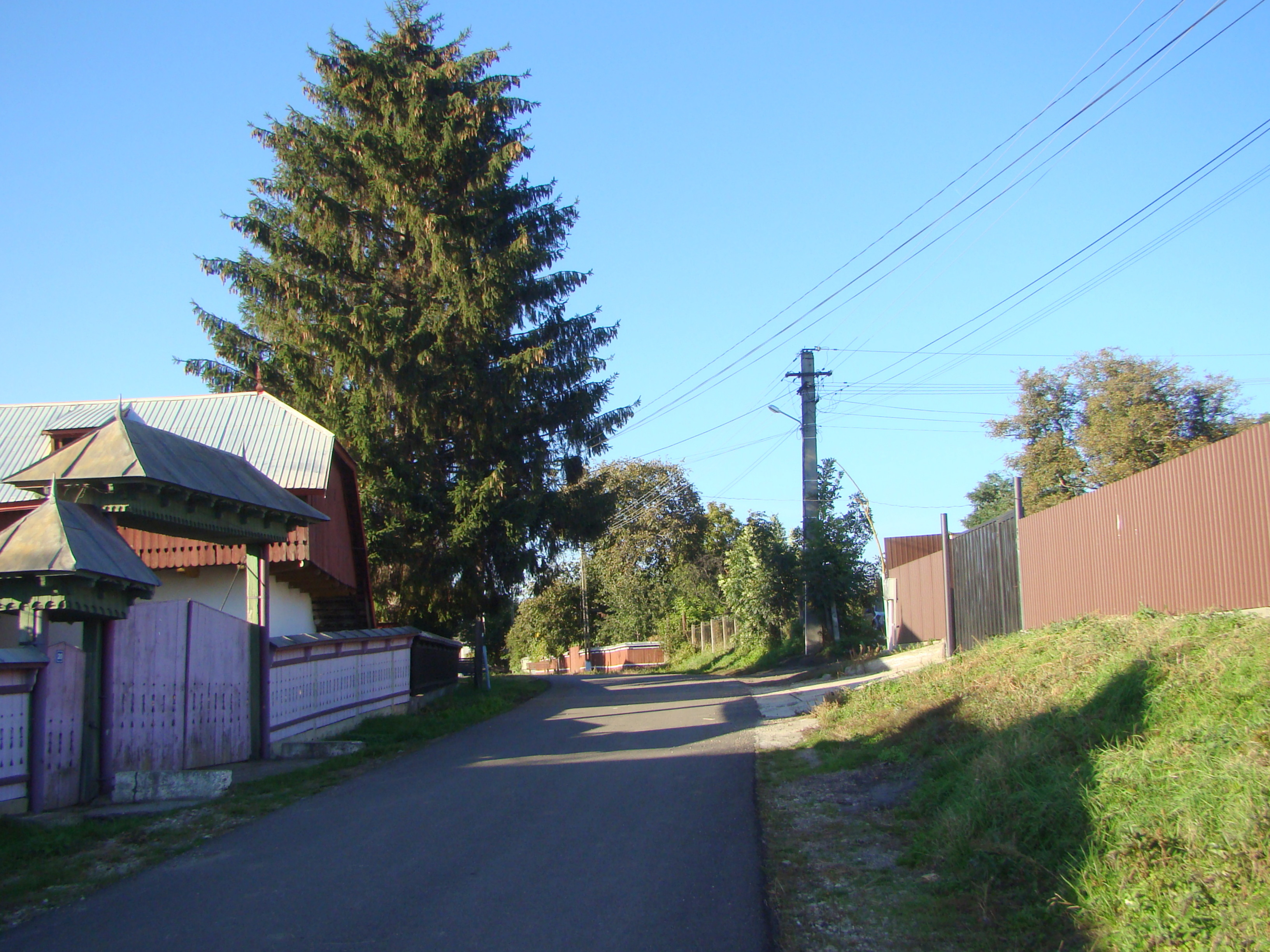
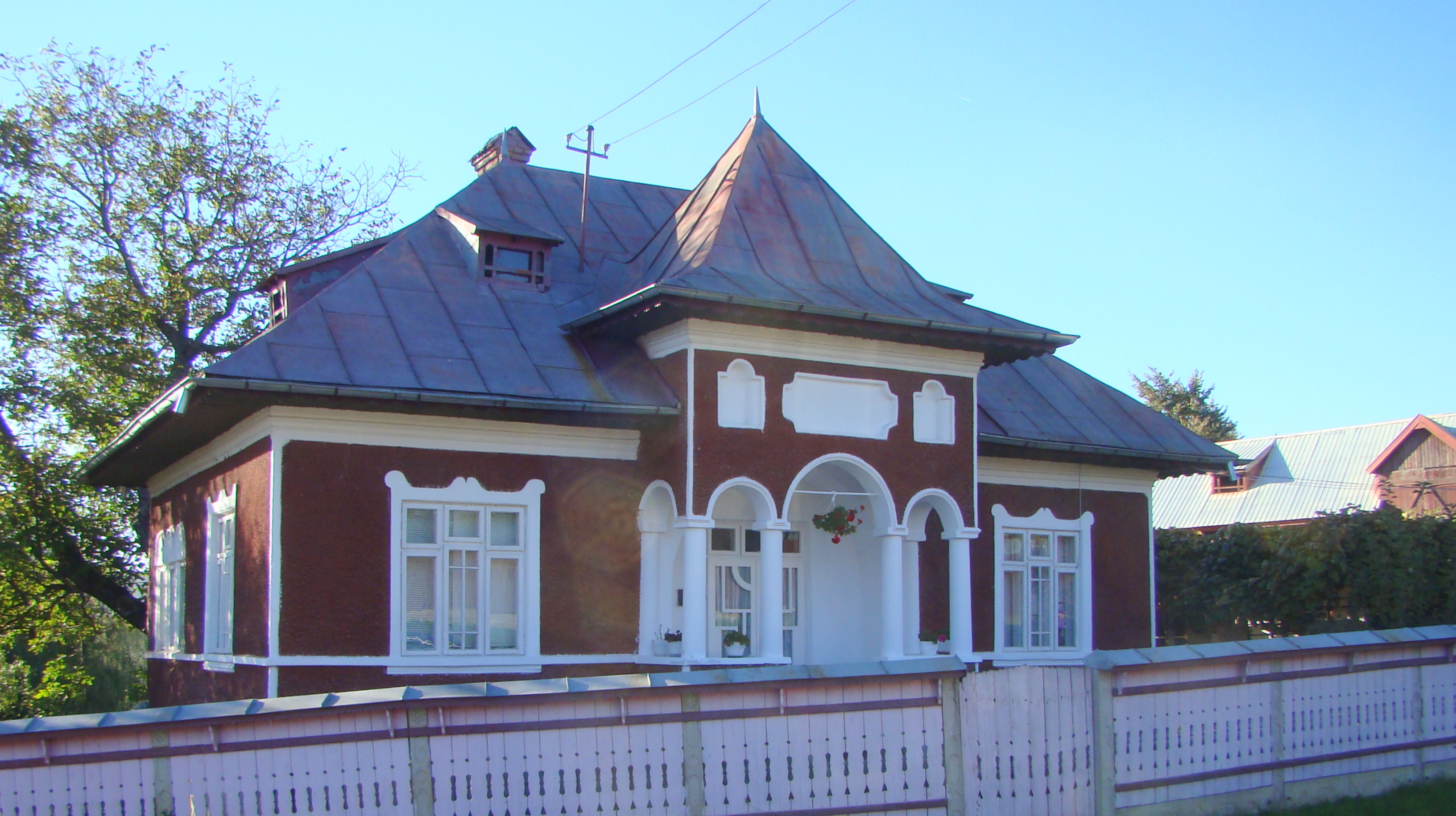
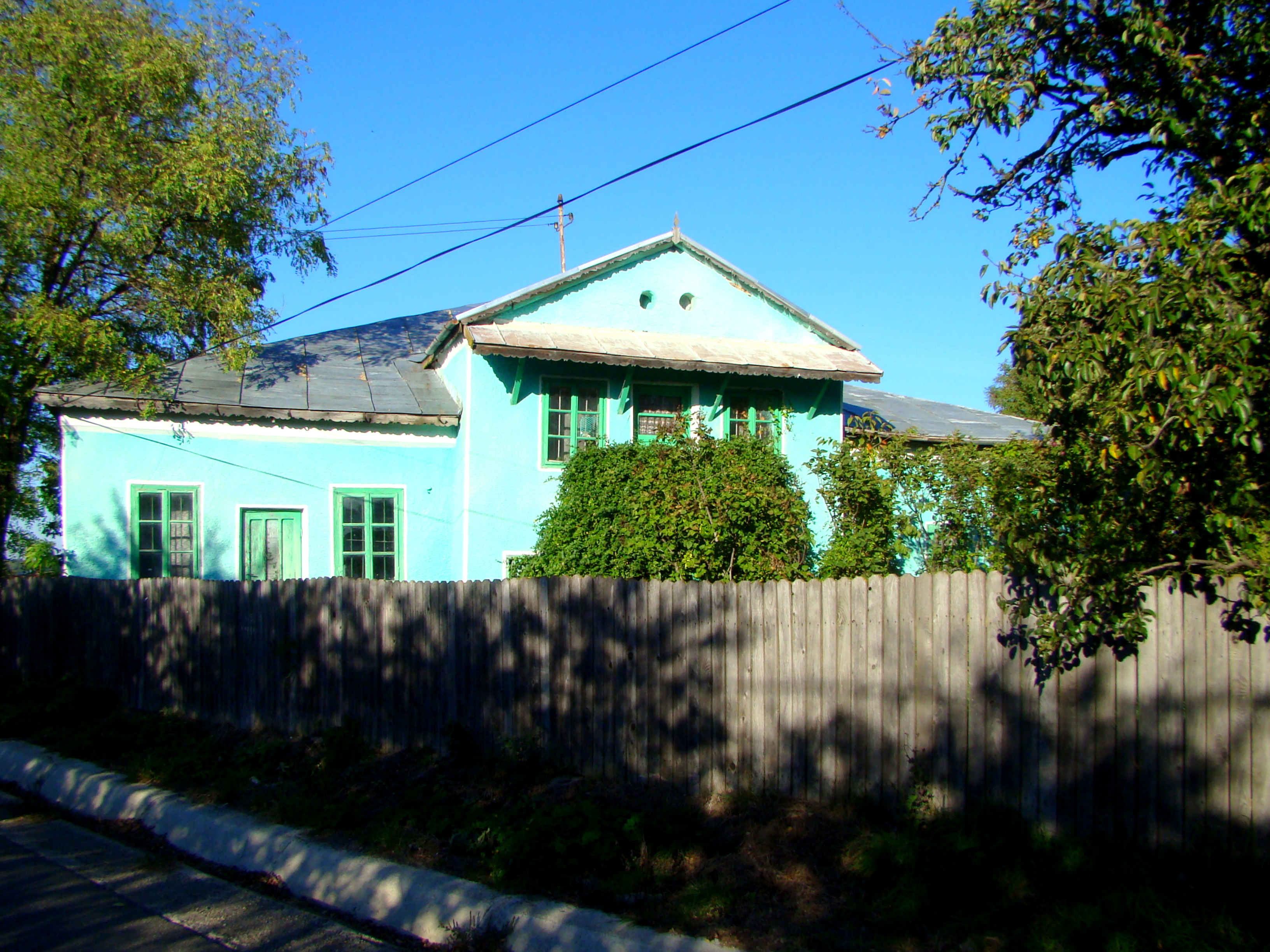
Hanul Caragea (monument istoric)

 Acest articol despre o localitate din județul Neamț este deocamdată un ciot. Puteți ajuta Wikipedia prin completarea lui.